# Чемпіонат світу з футболу 1986 (кваліфікаційний раунд)
У кваліфікаційному раунді чемпіонату світу з футболу 1986 року 121 збірна змагалася за 24 місця у фінальній частині футбольної світової першості. Дві команди, господарі турніру збірна Мексики і діючий чемпіон світу збірна Італії, кваліфікувалися автоматично, без участі у відбірковому раунді. Жеребкування кваліфікаційного турніру відбулося 7 грудня 1983 року в Цюриху.
24 місця, передбачені у фінальній частині світової першості 1986 року, розподілили між континентальними конфедераціями так:
- Європа (УЄФА): 13,5 місць, включаючи гарантоване місце діючих чемпіонів, збірної Італії. За решту 12 прямих путівок до фінальної частини мундіалю та одне місце у міжконтинентальному плей-оф проти представника ОФК змагалася 32 команди.
- Південна Америка (КОНМЕБОЛ): 4 місця, за які боролися 10 команд.
- Північна, Центральна Америка та Кариби (КОНКАКАФ): 2 місця, одне з яких автоматично відійшло господарям турніру, збірній Мексики, а за друге змагалися 17 команд.
- Африка (КАФ): 2 місця, за які боролися 29 команд.
- Азія (АФК): 2 місця, за які боролися 27 команд.
- Океанія (ОФК): 4 команди, включаючи збірні Ізраїлю та Тайваню, що з політичних причин не могли змагатися у відбірковому турнірі своєї географічної конфедерації АФК, змагалися за одне місце у міжконтинентальному плей-оф проти представника УЄФА.

Бодай одну відбіркову гру провели 110 команд. Загалом було зіграно 308 матчів, у яких було забито 801 гол (2,60 м'яча за гру).

## Континентальні зони
- Європа (УЄФА)

Група 1 – Польща кваліфікувалася. Бельгія вийшла до плей-оф УЄФА.
Група 2 – ФРН та Португалія кваліфікувалися.
Група 3 – Англія та Північна Ірландія кваліфікувалися.
Група 4 – Франція та Болгарія кваліфікувалися.
Група 5 – Угорщина кваліфікувалася. Нідерланди вийшли до плей-оф УЄФА.
Група 6 – Данія і СРСР кваліфікувалися.
Група 7 – Іспанія кваліфікувалася. Шотландія вийшла до міжконтинентального плей-оф ОФК — УЄФА.
Плей-оф – Бельгія кваліфікувалася, обігравши Нідерланди.
- Південна Америка (КОНМЕБОЛ)

Група 1 – Аргентина кваліфікувалася. Перу та Колумбія вийшли до плей-оф КОНМЕБОЛ.
Група 2 – Уругвай кваліфікувався. Чилі вийшли до плей-оф КОНМЕБОЛ
Група 3 – Бразилія кваліфікувалася. Парагвай вийшов до плей-оф КОНМЕБОЛ
Плей-оф – Парагвай кваліфікувався, обігравши Чилі, Колумбію та Перу.
- Північна Америка (КОНКАКАФ)

Канада кваліфікувалася.
- Африка (КАФ)

Алжир та Марокко кваліфікувалися.
- Азія (АФК)

Ірак та Південна Корея кваліфікувалися.
- Океанія (ОФК)

Австралія вийшла до міжконтинентального плей-оф ОФК — УЄФА.

## Міжконтинентальний плей-оф ОФК — УЄФА
| Команда 1 | Заг. | Команда 2 | 1-й матч | 2-й матч |
| --------- | ---- | --------- | -------- | -------- |
| Шотландія | 2–0  | Австралія | 2–0      | 0–0      |

## Учасники

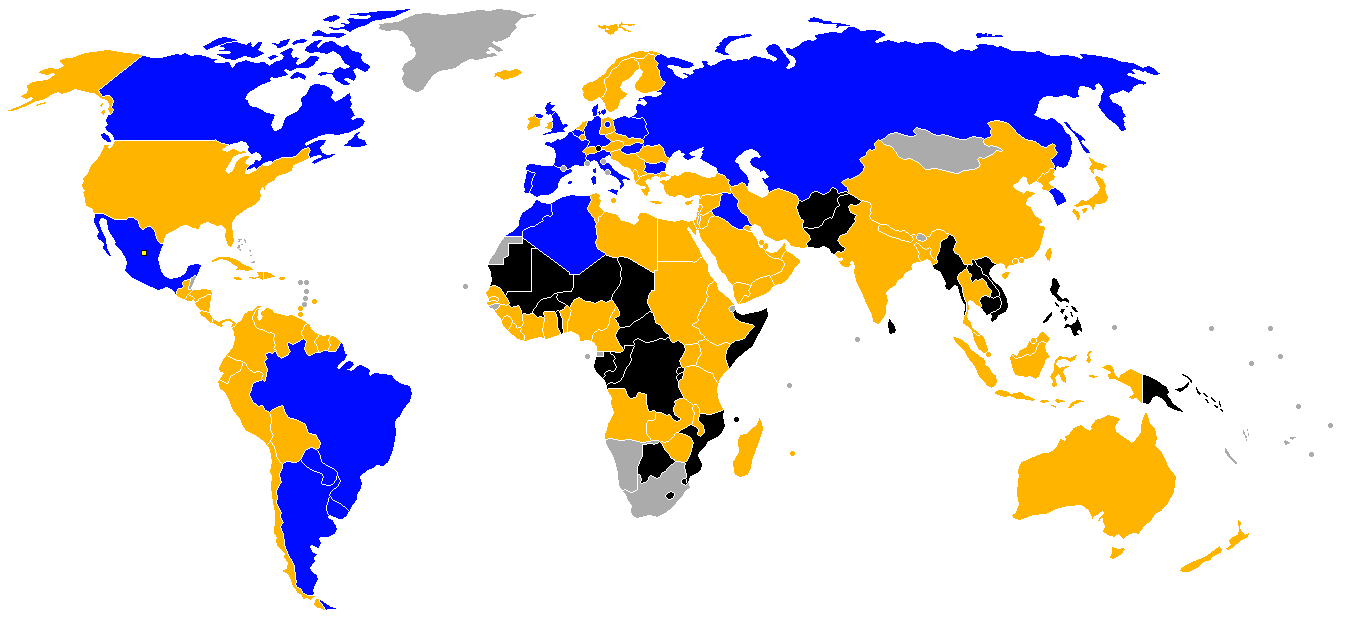
Країни, збірні яких кваліфікувалися на чемпіонат світу
Країни, чиї збірні не кваліфікувалися
Країни, чиї збірні не брали участі у відборі
Країни, що не входили до ФІФА

Наступні 24 команди кваліфікувалися до фінальної частини Чемпіонату світу з футболу 1986:
| Команда           | Дата кваліфікації | Участей у чемпіонатах світу | Участей поспіль | Остання участь |
| ----------------- | ----------------- | --------------------------- | --------------- | -------------- |
| Алжир             | 18 жовтня 1985    | 2-ге                        | 2               | 1982           |
| Аргентина         | 30 червня 1985    | 9-те                        | 4               | 1982           |
| Бельгія           | 20 листопада 1985 | 7-ме                        | 2               | 1982           |
| Бразилія          | 23 червня 1985    | 13-те                       | 13              | 1982           |
| Болгарія          | 28 вересня 1985   | 5-те                        | 1               | 1974           |
| Канада            | 14 вересня 1985   | 1-ше                        | 1               | –              |
| Данія             | 13 листопада 1985 | 1-ше                        | 1               | –              |
| Англія            | 16 жовтня 1985    | 8-ме                        | 2               | 1982           |
| Франція           | 16 листопада 1985 | 9-те                        | 3               | 1982           |
| Угорщина          | 17 квітня 1985    | 9-те                        | 3               | 1982           |
| Ірак              | 29 листопада 1985 | 1-ше                        | 1               | –              |
| Італія (c)        | 11 липня 1982     | 11-те                       | 7               | 1982           |
| Південна Корея    | 3 листопада 1985  | 2-ге                        | 1               | 1954           |
| Мексика (h)       | 31 березня 1983   | 9-те                        | 1               | 1978           |
| Марокко           | 18 жовтня 1985    | 2-ге                        | 1               | 1970           |
| Північна Ірландія | 13 листопада 1985 | 3-тє                        | 2               | 1982           |
| Парагвай          | 17 листопада 1985 | 4-те                        | 1               | 1958           |
| Польща            | 11 вересня 1985   | 5-те                        | 4               | 1982           |
| Португалія        | 16 жовтня 1985    | 2-ге                        | 1               | 1966           |
| Шотландія         | 4 грудня 1985     | 6-те                        | 4               | 1982           |
| Іспанія           | 25 вересня 1985   | 7-ме                        | 3               | 1982           |
| Уругвай           | 7 квітня 1985     | 8-ме                        | 1               | 1974           |
| СРСР              | 30 жовтня 1985    | 6-те                        | 2               | 1982           |
| ФРН               | 25 вересня 1985   | 11-те                       | 9               | 1982           |

(h) – кваліфікувалася автоматично як господар
(c) – кваліфікувалася автоматично як діючий чемпіон

## Найкращі бомбардири
8 голів
- Пребен Елк'яер-Ларсен

7 голів
- Хорхе Аравена
- Лау Він-Їп

6 голів
- Чжао Даюй
- Райнер Ернст

5 голів
- Джон Косміна
- Дейв Мітчелл
- Браян Робсон
- Хосе Роберто Фігероа
- Захі Армелі
- Кімура Кадзусі
- Фернанду Гоміш
- Протасов Олег Валерійович
- Бассам Жеріді